# Matija Gubec

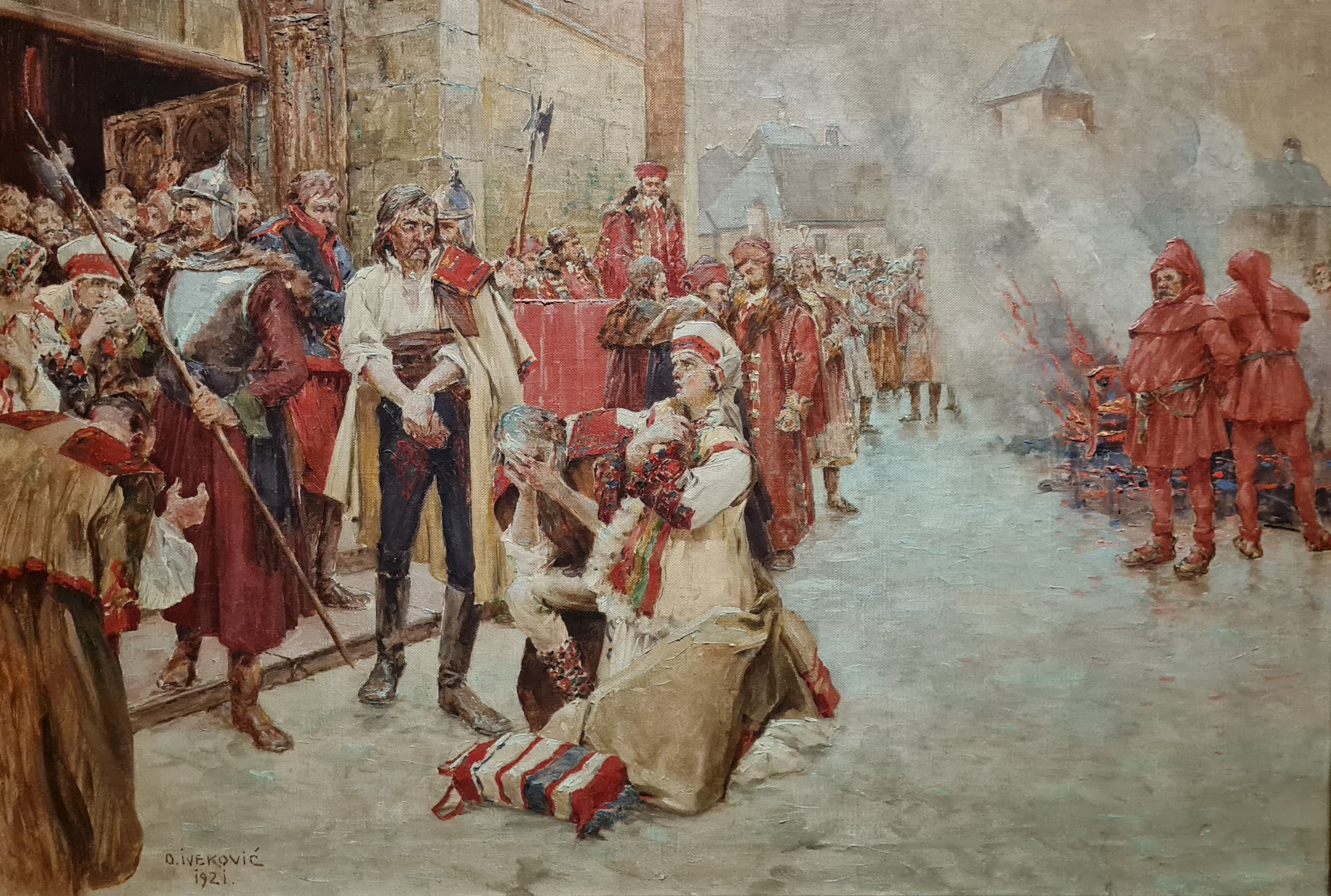
Avrättningen av Matija Gubec. Målning av Oton Iveković

Ambroz Matija Gubec (död 15 februari 1573) var en kroatisk bonde och upprorsledare för kroatiska och slovenska bondeupproret.
Innan upproret var Gubec en livegen bonde under den ökände godsherren Ferenc Tahy. När upproret bröt ut valde bönderna Gubec till deras ledare. Under den korta perioden visade han styrkan och kapaciteten som administratör och en inspirerande ledare som senare skulle skapa en legend. Han kom att kallas Gubec beg efter den turkiska titeln bej.
Han ledde bondehären under deras sista strid vid slaget vid Stubičke Toplice den 9 februari 1573. Innan slaget höll han ett tal där han försökte övertala sina mannar att endast seger kunde ge dem frihet och att ett nederlag endast skulle leda till ytterligare misär. Efter nederlaget blev Gubec tillfångatagen och förd till Zagreb. Den 15 februari blev han offentligt torterad, tvingad att bära en glödade järnkrona och blev sedan avrättade genom stympning, så kallad fyrdelning. Avrättningen skedde på Sankt Markus torg framför Sankt Markus kyrka i Zagreb.
Även om hans uppror misslyckades så kom hans legend att bevaras inom den lokala folkloren genom århundradena.